# Whitestone

Whitestone v Devonu

Whitestone je malá vesnice v Devonu, přibližně čtyři míle na západ od Exeteru.
V roce 2011 zde žilo 707 obyvatel.. Whitestone uvádí Domesday Book (1086) jako Witestan/Witestani.
Narodil se zde Chris Martin, člen skupiny Coldplay.